# Врањешево
Врањешево је некадашње село у околини Апатина. 1752. године читаво становништво је пресељено у Стапар код Сомбора.